# Tomas Winje
Tomas Winje, född 6 juni 1977 i Kiruna, är svensk ishockeytränare och före detta sportchef i Hammarby Hockey.
Winje har IFK Kiruna som moderklubb. Han började sin karriär inom Hammarby Hockey som ungdomstränare och juniortränare. Efter tiden som juniortränare tränade han AIKs juniorlag innan han involverades i deras A-lag. 2005 rekryterades han tillbaka till Hammarby Hockey som assisterande sportchef. 2006 efterträdde Winje dåvarande sportchefen Jan-Åke Tiensuu och tvingades halvera Hammarby Hockeys spelarbudget.[källa behövs] Efter säsongen 2007 valde han att avsluta sitt kontrakt.